# صموئيل يين
صموئيل يين (بالصينية: 尹衍樑) (ولد في 16 أغسطس 1950) فاعل خير، رجل أعمال تيواني ورئيس مجموعة الروينتيكس المالية. يعرف بإنشاءه جائزة تانغ.

## السيرة الذاتية

### التعليم

شعار الجمعية الأمريكية للمهندسين المدنيين

درس يين التاريخ في جامعة الثقافة الصينية. حصل على درجة الماجستير في إدارة الأعمال من جامعة تايوان الوطنية في عام 1982، ودرجة الدكتوراة في إدارة الأعمال من جامعة تشينجتشي الوطنية عام 1986. في عام 2004، رشّح يين لزمالة المعهد الصيني للهندسة المدنية والهيدروليكية. في عام 2008، وتمت دعوته للانضمام إلى الأكاديمية الهندسية الروسية، ونال ميدالية البراعة الهندسية، الميدالية الأعلى شئنا في الأكاديمية.
في عام 2010، نال يين جائزة هنري ميشيل للبحوث المتعلقة بالنهوض بالصناعة من المجتمع الأمريكي المرموق للمهندسين المدنيين (ASCE) لمساهمته في تطوير تكنولوجيا البناء. وبذلك أصبح صموئيل يين أول شخص بدون خلفية أكاديمية يحصل على هذه الجائزة.

### الحياة المهنية
يين هو رئيس مجموعة روينتيكس المالية التي تستثمر في الصين وتيوان. تهتم مجموعة روينتيكس بالإستثمار في مواد البناء، البقالة والبيع بالتجزئة.
يعتبر يين في كلا من الصين وتيوان الأفضل في تنظيم المشاريع وبداية الأعمال. في عام 2014، تم اعتبار يين أحد المستثمرين الرئيسيين في جوجورو، محل أدوات كهربية في تيوان.

### الأعمال الخيرية
في ديسمبر 2012، أنشأ يين جائزة تانغ، النسخة الآسيوية لجائزة نوبل. تهدف الجائزة إلى تطوير الأبحاث ذات الفائدة على العالم والبشرية، تنمية الثقافة الصينية وجعل العالم مكانا أفضل. تدفع الجائزة للفائز ما يعادل 1.7 مليون دولار أمريكي، في مجالات العلوم الصيدلانية البيولوجية، علم الصينيات ودور القانون.
كما وفر يين المال اللازم للمنظمات الخيرية التالية في كلا من الصين وتيوان، مؤسسة يين شون ريو التعليمية، مؤسسة يين تشو تيان الطبية، مؤسسة كوانغ نوا التعليمية ومدرسة قوانغهوا للإدارة في جامعة بكين.

## وصلات خارجية
- صموئيل يين
- صموئيل يين، جائزة تانغ
- الملياردير التيواني صموئيل يين يتبرع بأغلب ثروته للجمعيات الخيرية
- صموئيل يين يتبرع بمالة للفقراء